# シムックス
株式会社シムックスは、群馬県太田市に本社を置いている警備会社。

## 概要
- 社名のシムックス（SEMS）は「Security Ecology Management, Succeeding」の頭文字からなっている。
- 群馬県の本社の他、東京都、茨城県、栃木県、千葉県、埼玉県、神奈川県、静岡県、長野県、福島県、宮城県にも営業拠点を置いている。
- 警備業の他に、ビル管理業務や人材派遣業務、鳥獣被害対策業務も行っている。
- 常駐警備業務
- 機械警備業務
- 交通警備業務
- 雑踏警備業務
- 貴重品輸送警備業務
- 身辺警護業務
- ビルメンテナンス業務
- 列車見張員業務
- 人材派遣業務
- 鳥獣被害対策業務

## 沿革
- 1975年（昭和50年）8月 - 群馬県にて警備業の専門会社：利根警備保障株式会社を発足。
- 1988年（昭和63年）
  - 4月 - 東京都内に東京事業部を開設。
  - 6月 - 株式会社東北警備保障が利根警備保障グループに入る。
- 1989年（平成元年）4月 - 株式会社ノバを設立。
- 1996年（平成8年）4月 - 創立20周年を迎える。新社屋を建設、社名を株式会社シムックスに変更。東北警備保障を株式会社シムックス東北に社名変更。
- 1997年（平成9年）3月 - 利根警備株式会社とシムックス東北をシムックスに統合。
- 1999年（平成11年）3月 - 株式会社ノバを株式会社シムックスに統合
- 2000年（平成12年）8月 - いずみニュータウンに国内初の「民間交番」を新設・営業開始。
- 2001年（平成13年）7月 - 交通規制業務部を設置。
- 2004年（平成16年）7月 - 施設警備事業本部において一般労働者派遣事業を開始。
- 2007年（平成19年）10月 - ビル管理業務部を開設、輸送警備部を設置。
- 2008年（平成20年）1月 - 一般労働者派遣事業を開始。
- 2011年（平成23年）7月 - 石巻事務所・東海事務所を開設。
- 2012年（平成24年）7月 - 営業推進部・鉄道警備部を創設、東海支社を開設。
- 2013年（平成25年）
  - 1月 - 人材事業部を開設。
  - 7月 - 神奈川営業所を開設。
- 2014年（平成26年）7月 - 千葉営業所を開設。鳥獣対策課を開設。
- 2016年（平成28年）7月 - 新宿営業所、福島ホープ営業所を開設。
- 2017年（平成29年）7月 - 大宮営業所、静岡営業所を開設。